# Troisième République (Côte d'Ivoire)
Pour les articles homonymes, voir Troisième République.
Cet article concerne le régime politique. Pour son fondement juridique, voir Constitution ivoirienne de 2016.
Depuis le 8 novembre 2016 
 8 ans, 6 mois et 11 jours
Entités précédentes :
- Deuxième République

le drapeau ivoirien.

La Troisième République, ou IIIe République, officiellement république de Côte d'Ivoire, est le régime en place en Côte d'Ivoire depuis le 8 novembre 2016, date de la promulgation par Alassane Ouattara de la constitution approuvée par le peuple lors du référendum du 30 octobre 2016,,. Elle a succédé à la Deuxième République qui était en place depuis 2000.
La nouvelle constitution inclut plusieurs changements par rapport à la constitution de 2000, notamment la suppression de plusieurs critères d'éligibilité pour le poste de président : les deux parents d'un candidat présidentiel n'ont plus besoin de posséder la nationalité ivoirienne de naissance et ont maintenant la possibilité d'avoir eu une autre citoyenneté. Le poste de vice-président est créé ainsi qu'un Sénat, transformant alors le système parlementaire en système bicaméral. Le président, le vice-président ainsi que deux tiers du Sénat sont élus en même temps que les députés, alors que le reste du Sénat est nommé par le président.

## Changements
La nouvelle constitution propose plusieurs changements par rapport à la constitution de 2000, notamment la suppression de plusieurs critères d'éligibilité pour le poste de président : la limite d'âge pour se présenter, auparavant fixée à 75 ans, disparaît, tandis que l'âge minimum est abaissé à 35 ans (art. 55).
Là où l'ancienne constitution imposait qu'un candidat soit « exclusivement de nationalité ivoirienne, nés de père et de mère eux-mêmes ivoiriens d'origine », la nouvelle constitution remplace cette condition par "nés de père ou de mère". Les deux parents d'un candidat présidentiel n'ont ainsi plus besoin de posséder tous deux la nationalité ivoirienne de naissance et ont maintenant la possibilité d'avoir eu une autre citoyenneté. Le candidat lui-même peut également avoir eu une autre nationalité, mais doit y renoncer avant de soumettre sa candidature.
Le poste de vice-président est créé. Celui-ci est élu en même temps que le président et lui succède en cas de vacance du pouvoir. Pour le mandat d'Alassane Ouattara, élu avant cette modification, le vice président sera exceptionnellement nommé par le président (art. 179).
Un Sénat est également créé, transformant alors le système parlementaire Ivoirien en système bicaméral. Les deux tiers du Sénat seront élus pour cinq ans en même temps que les députés et le Président et son Vice-président, alors que le reste du Sénat sera nommé par le président « parmi les anciens présidents d'institution, les anciens Premiers ministres et les personnalités et compétences nationales » (art. 87).
La Chambre des rois et chefs traditionnels, déjà existante, est inscrite dans la constitution. Elle se voit chargée de « la valorisation des us et coutumes » et de la « promotion des idéaux de paix ».
Enfin, la nouvelle constitution allège considérablement ses conditions de révision. La mention « Est obligatoirement soumis au référendum le projet ou la proposition de révision ayant pour objet l'élection du président de la République, l'exercice du mandat présidentiel, la vacance de la présidence de la République et la procédure de révision de la présente constitution » est supprimée. Un président peut désormais faire adopter des révisions de la constitution dans ces domaines par voie parlementaire, à la majorité des deux tiers des membres du Congrès (art. 177).